# 3OH!3 (álbum)
3OH!3 es el nombre del álbum debut de la banda de hip-hop/electrónica 3OH!3. Las canciones "Chokechain" y "Holler Til You Pass Out" fueron posteriormente regrabadas para el mayormente conocido álbum debut de la banda "Want".

## Lista de canciones
1. "Holler Til You Pass Out" - 3:34[1]
2. "Electroshock" - 3:01
3. "Chokechain" - 3:32
4. "Neatfreak 47" - 2:09
5. "Dance with Me" - 2:16
6. "Don't Dance" - 3:16
7. "Say'dem Up" - 3:06
8. "Dragon Backpack" - 2:08
9. "Hott" - 3:03
10. "I'm Not Comin' to Your Party Girl" - 2:44
11. "Hornz" - 3:25

## Personal
- Sean Foreman
- Nathaniel Motte